# Pallas (Tritons dotter)
Pallas var flodguden Tritons dotter och var gudinnan Athenas vän och fostersyster. Under en duell på lek råkade Athena av misstag döda sin väninna; för att hedra hennes minne antog Athena då namnet Pallas Athena.